# Toponymie des îles Malouines
Cet article dresse une liste de toponymes des îles Malouines avec leurs équivalences en anglais, en espagnol et en français. De nombreux toponymes espagnols ont une origine différente de leurs équivalents en anglais, et nombre d'entre eux ont une connotation religieuse. Certains ont été attribués par les conquistadores espagnols, alors que d'autres ont été donnés par des gouvernements argentins bien plus tard.
Les toponymes espagnols ne sont presque jamais utilisées par les résidents des îles elles-mêmes, et le recours à certains d'entre eux, comme Malvinas et Puerto Argentino, peut être considéré comme offensant pour ces mêmes habitants en raison de leur association avec l'invasion argentine de 1982. Dans une déclaration conjointe publiée à la suite de l'accord de 1999 sur la levée des restrictions de voyage en direction des îles, l'Argentine a entrepris de revoir les toponymes argentins pour les lieux situées aux Malouines, tel que cela était imposé par un décret du général Galtieri. Cependant, jusqu'à ce jour, l'Argentine continue d'avoir recours à ces toponymes à la grande frustration des insulaires. Beaucoup ne sont généralement pas utilisés en tant que toponymes en espagnol, il s'agit plutôt de noms conférés par un comité du Gouvernement argentin afin d'éviter d'employer le toponyme en langue anglaise.
Les îles Malouines (en anglais : Falkland Islands) tirent leur nom du détroit des Malouines (Falkland Sound), un détroit séparant les deux principales îles de l'archipel. Le nom « Falkland » est donné au détroit par John Strong, le capitaine d'une expédition anglaise, qui débarque sur les îles en 1690. Strong baptise ce détroit en l'honneur d'Anthony Cary, 5e vicomte Falkland, le Treasurer of the Navy ayant financé leur voyage,. Le titre du Vicomte Falkland faisait référence à la ville de Falkland, en Écosse, dont le nom venait de « folkland » (la terre détenue par folk-right). Le nom n'est pas appliqué à ces îles jusqu'en 1765, lorsque le capitaine anglais John Byron de la Royal Navy, revendique cette terre au nom du roi George III sous le nom de « Falkland's Islands »,. Le terme « Falklands » est une abréviation standard utilisée pour désigner les îles.
Le nom espagnol pour désigner l'archipel, Islas Malvinas, dérive du français Îles Malouines — le nom donné à ces îles par l'explorateur français Louis-Antoine de Bougainville en 1764. Bougainville, qui a fondé la première colonie sur ces îles, nomme les îles d'après le port de Saint-Malo, le point de départ de son expédition,. Le port, situé en Bretagne à l'ouest de la France, tire son nom de saint Malo (ou saint Maclou), l'évangéliste catholique qui fonde la ville.
Lors de la 20e session de l'Assemblée générale des Nations unies, la Quatrième commission (en) détermine que, dans toutes les langues à l'exception de l'espagnol, tous les documents émanant des organes des Nations unies désigneraient ce territoire sous le nom de Falkland Islands (Malvinas). En espagnol, ce territoire serait désigné sous le nom d'Islas Malvinas (Falkland Islands). La nomenclature utilisée par les Nations unies à des fins d'études statistiques est Falkland Islands (Malvinas).
Quelques lieux portent le même nom aussi bien en anglais qu'en espagnol ; par exemple Darwin, San Carlos, Salvador et Rincon Grande.

## Cartes de l'archipel
|  |  |  |

## Noms d'îles
| Toponyme en anglais           | Toponyme en espagnol                           | Toponyme en français                    | Notes |
| Falkland Islands              | Islas Malvinas                                 | Îles Malouines                          | Le nom espagnol des îles est dérivé du toponyme français « îles Malouines » |
| West Falkland                 | Isla Gran Malvina                              | Grande Malouine ou Malouine occidentale | Malgré le nom espagnol, East Falkland est en fait plus grande |
| East Falkland                 | Isla Soledad                                   | Malouine orientale                      | |
| Barren Island                 | Isla Pelada                                    | Île Barren                              | Le nom espagnol est une traduction directe de l'anglais |
| Beaver Island                 | Isla San Rafael                                | Île Beaver                              | Groupe d'îles : Zone importante pour la conservation des oiseaux |
| Beauchene Island              | Isla Beauchéne                                 | Île Beauchêne                           | Nommée d'après Jacques Gouin de Beauchêne |
| Bleaker Island                | Isla María                                     | Bleaker Island                          | Réserve naturelle |
| Bird Island                   | Isla Pájaro                                    | Bird Island                             | zone importante pour la conservation des oiseaux (ZICO) |
| Carcass Island                | Isla del Rosario                               | Île Carcass                             | Nommée d'après le HMS Carcass qui explore les îles en 1766. |
| Eddystone Rock]               | Roca Remolinos                                 | Eddystone Rock                          | Le nom anglais fait référence à Eddystone au large du Devon et de la Cornouailles. |
| George Island                 | Isla Jorge                                     | Île George                              | Le nom espagnol est une traduction directe de l'anglais |
| Great Island                  | Isla Grande                                    | Grande île                              | Le nom espagnol est une traduction directe de l'anglais |
| Hog Island                    | Isla Hog                                       | Île Hog                                 | |
| Hummock Island                | Isla Montículo                                 | Hummock Island                          | Zone importante pour la conservation des oiseaux |
| Jason Islands                 | Isla Sebaldes                                  | Îles Jason                              | « Sebald Islands » était le nom donné à l'ensemble de l'archipel, il est dérivé de Sebald de Weert, reconnu assez largement comme étant le premier explorateur européen à avoir aperçu les îles. Les îles Jason sont divisées en deux groupes en espagnol. « Jason Islands » fait référence au HMS Jason qui explore les îles en 1766. |
| N/A (partie de Jason Islands) | Islas los Salvajes                             |                                         | Désigne les îles de Grand Jason et Steeple Jason |
| N/A (partie de Jason Islands) | Islas las Llaves                               |                                         | Flat Jason, Seal Rocks et North Fur Island |
| Keppel Island                 | Isla de la Vigía                               | Keppel Island                           | Nommée en l'honneur de l'amiral Augustus Keppel. |
| Kidney Island                 | Isla Celebroña                                 | Kidney Island                           | Zone importante de conservation des oiseaux |
| Long Island                   | Isla Larga                                     | Long Island                             | |
| Lively Island                 | Isla Bougainville                              | Île Lively                              | Le nom espagnol est une traduction directe du toponyme français. L'île a été nommée en l'honneur de Louis-Antoine de Bougainville. |
| Middle Island                 | Isla del Medio                                 | Middle Island                           | Réserve naturelle |
| New Island                    | Isla Goicoechea, Isla San Felipe ou Isla Nueva | New Island                              | Zone importante pour la conservation des oiseaux |
| Passage Islands               | Islas del Pasaje                               | Îles du Passage                         | Zone importante pour la conservation des oiseaux |
| Pebble Island                 | Isla (de) Borbón/Isla Bourbon                  | Pebble Island                           | Zone importante pour la conservation des oiseaux |
| Rabbit Island                 | Isla Conejo                                    | Rabbit Island                           | |
| Ruggles Island                | Isla Calista                                   | Île Ruggles                             | |
| Saunders Island               | Isla Trinidad                                  | Île Saunders                            | Zone importante pour la conservation des oiseaux |
| Sea Lion Island               | Isla de los Leones Marinos                     | Île des Lions de mer                    | Le nom espagnol est une traduction directe de l'anglais |
| Sedge Island                  | Isla Culebra                                   | Île Sedge                               | |
| Speedwell Island              | Isla Águila                                    | Île Speedwell                           | Auparavant « Eagle Island » en anglais |
| Staats Island                 | Isla Staats                                    | Île Staats                              | Le nom espagnol est une traduction directe de l'anglais. Nommée en l'honneur des États de Hollande. |
| Swan Islands                  | Isla Cisne                                     | Îles Swan                               | |
| Tyssen Islands                | Isla Tyssen                                    | Îles Tyssen                             | |
| Weddell Island                | Isla San José                                  | Île Weddell                             | Auparavant « Swan Island » en anglais (cf Swan Islands) |
| West Point Island             | Isla Remolinos                                 | Île West Point                          | Auparavant « Albatross Island » en anglais |

## Noms de localités
| Toponyme en anglais | Toponyme en espagnol               | Toponyme en français                  | Notes |
| Stanley             | Puerto Argentino                   | Port Stanley                          | Puerto Argentino est utilisé pour la première fois pendant la guerre des Malouines et il est employé par les partisans des revendications argentine. Port Stanley persiste en anglais, mais il ne s'agit pas du nom officiel |
| Port San Carlos     | Puerto San Carlos                  | Port San Carlos                       | |
| Goose Green         | Prado del Ganso, Ganso Verde [sic] | Goose Green                           | |
| Hill Cove           | Cerro Cove                         | Hill Cove                             | |
| Port Albemarle      | Puerto Santa Eufemia               | Port Albemarle (Port Sainte-Euphémié) | |
| Port Louis          | Puerto Luis                        | Port Louis / Port Saint Louis         | Le toponyme d'origine est le nom français de « Port Saint Louis », pendant l'occupation espagnole il est renommé Puerto Soledad, puis brièvement Anson's Harbour par les britanniques avant de redevenir Port Louis          |
| Port Howard         | Puerto Mitre                       | Port Howard                           | |
| Teal Inlet          | Caleta Trullo                      | Teal Inlet (en)                       | |
| Johnson's Harbour   | Puerto Johnson                     | Johnson's Harbour (en)                | |
| Port Egmont         | Puerto Egmont                      | Port Egmont                           | Première colonie britannique sur Saunders Island |
| Port Stephens       | Puerto Esteban                     | Port Stephens                         | |

## Monts, caps, péninsules
| Toponyme en anglais | Toponyme en espagnol               | Toponyme en français     | Notes |
| Cape Dolphin        | Cabo Leal                          | Cap Dolphin              | |
| Mount Usborne       | Cerro Alberdi                      | Mont Usborne             | |
| Mount Adam          | Monte Independencia/Monte Beaufort | Mont Adam (en)           | |
| Mount Robinson      |                                    | Mont Robinson            | Nommé Monte Independencia jusqu'à ce qu'il soit découvert que le mont Adam était plus haut                                                |
| NA                  | Peninsula de Freycinet             | Péninsule de Freycinet   | Péninsule située au nord de Port William (pas d'équivalent en anglais)                                                                    |
| NA                  | Peninsula de San Luis              | Péninsule de Saint Louis | Péninsule au nord-est de Malouine orientale comprenant Johnson's Harbour, Port Saint Louis et Rincon Grande (pas d'équivalent en anglais) |

## Étendues d'eau
| Toponyme en anglais | Toponyme en espagnol         | Toponyme en français            | Notes |
| Falkland Sound      | Estrecho de San Carlos       | Détroit des Malouines           | Le nom anglais provient du nom du détroit, San Carlos Water désigne une zone plus limitée en anglais. |
| Scotia Sea          | Mar Argentino                | Mer de Scotia / Mer d'Argentine | Le terme « mer de Scotia » apparaît vers 1932 après que le navire Scotia, de la Scottish National Antarctic Expedition (1902-1904) ait croisé dans ces eaux. « Mar Argentino » se réfère à la mer située au-dessus du plateau continental au large de l'Argentine continentale. Les limites de ces deux mers sont légèrement différentes. |
| Choiseul Sound      | Seno Choiseul                | Détroit de Choiseul             | Nom donné par Louis-Antoine de Bougainville en l'honneur du Ministre des Affaires étrangères français, le duc de Choiseul. |
| Berkeley Sound      | Bahía de la Anunciación      | Baie Accaron                    | |
| Adventure Sound     | Bahía del Laberinto          |                                 | |
| Bay of Harbours     | Bahía de los Abrigos         |                                 | |
| Grantham Sound      | Bahía de Ruiz Puente         | Détroit Grantham                | |
| Foul Bay            | Bahía Sucia                  |                                 | |
| Port Albemarle      | Bahía Santa Eufemia          | Port Albemarle                  | |
| Port William        | Puerto Groussac              | Baie Choiseul / Port Groussac   | |
| Quaker Harbour      | Bahía de la Plata            | Quaker Harbour                  | |
| Queen Charlotte Bay | Bahía San Julián             |                                 | |
| Port Edgar          | Puerto Edgardo               | Port Edgar                      | |
| King George Bay     | Bahía 9 de Julio             |                                 | |
| Byron Sound         | Bahía San Francisco de Paula |                                 | |
| Keppel Sound        | Bahía de la Cruzada          |                                 | |
| Stanley Harbour     |                              | Beau Porte                      | Baptisé « Beau Porte » par les Français puis « Port Jackson » par les Britanniques. Parfois appelé à tort Port Stanley. |